# Sofonisba
Sofonisba (Sofonisbe) – córka wodza kartagińskiego Hazdrubala. Żona Syfaksa króla Numidii z plemienia Massesyliów. Jedna z nielicznych kobiet, obok legendarnej Dydony, która zapisała się w historii Kartaginy. 
Po klęsce męża w czasie II wojny punickiej pod Cyrtą 24 czerwca 204 p.n.e. dostała się wraz z nim do niewoli. Syfaks został pokonany przez króla Masynissę i Rzymian pod dowództwem Scypiona Afrykańskiego Starszego w bitwie nad rzeką Bagradas. 
Jak podają przekazy Masynissa w młodości był zakochany w Sofonisbie i teraz po bitwie pojął ją za żonę. Jednak Scypion uznał zawarty związek za niebezpieczny, ponieważ była ona córką zaciekłego wroga Rzymu i zmusił swojego sprzymierzeńca do przesłania świeżo poślubionej żonie pucharu z trucizną. Sofonisba bez sprzeciwu posłusznie go wypiła.
Powyższa historia została zilustrowana w serii czterech gobelinów flamandzkich wystawionych na Zamku w Gołuchowie.